# Vienne
Vienne là một tỉnh của Pháp, thuộc vùng hành chính Nouvelle-Aquitaine, tỉnh lỵ Poitiers, bao gồm 3 quận với các quận lỵ còn lại là: Châtellerault, Montmorillon.
Được thành lập vào ngày 4 tháng 3 năm 1790 trong cuộc cách mạng Pháp, Vienne là một trong 83 tỉnh ban đầu. Tỉnh được tạo ra từ các khu vực của các tỉnh Poitou, Touraine, và Berry, sau này là một phần của Lãnh địa Aquitaine cho đến thế kỷ 15.